# 松山常次郎記念館
松山常次郎記念館（まつやまつねじろうきねんかん）は、和歌山県九度山町にある博物館。同町出身で大正・昭和戦前期に活動した政治家・松山常次郎に関する展示を行っている。

## 概要
記念館の建物は松山常次郎の生家で、木造商家建築。常次郎の親族により雑貨店として利用されていたが、改装を経て2007年5月3日に記念館として開館した。
松山常次郎とその家族にまつわる書簡や写真、遺品などを通して、常次郎の生涯が紹介されている。常次郎の長女の夫が平山郁夫という関係にあり、平山が義父を生前に描いた肖像画が展示されている。また、記念館の看板の文字も平山の揮毫になるものである。
九度山町では郷土の偉人として松山常次郎の顕彰を行うとともに、観光拠点として記念館を整備している。

## 利用情報
- 開館時間 - 10:00～16:30
- 休館日 - 月曜・火曜（祝日は開館）、年末年始
- 入場料
  - 大人　200円
  - 小・中学生　100円
- 所在地 - 〒648-0101 和歌山県伊都郡九度山町大字九度山1452

## 交通アクセス
- 南海高野線九度山駅より徒歩10分

## 周辺情報
- 善名称院（真田庵）